# الحزب الاشتراكي الموحد الفنزويلي
الحزب الاشتراكي الموحد لفنزويلا ( الإسبانية : Partido Socialista Unido de Venezuela, PSUV ، الحزب الاشتراكي الموحد ) هو حزب سياسي اشتراكي في فنزويلا أنشأ على أساس الوحدة بين القوى السياسية والاجتماعية التي تدعم الثورة البوليفارية التي أطلقها الرئيس الراحل هوجو شافيز . وهو أكبر حزب يساري في نصف الكرة الغربي . لديه ما يقارب 5.7 مليون عضو اعتبارا من عام 2007 . عقد الحزب الاشتراكي الموحد الانتخابات التمهيدية في 2 مايو 2010 للمرشحين لانتخابات الجمعية الوطنية في سبتمبر، بقدرة تصويتية بلغت 2568090 الأعضاء المصوتين.
وهو الحزب الحاكم في فنزويلا يقوده الرئيس الحالي للجمهورية البوليفارية الفنزويلية نيكولاس مادورو

## تاريخ الحزب
بدأت عملية دمج معظم الأحزاب المشاركة في ائتلاف الثورة البوليفارية التي أعلنت أنها المجموعات المؤيدة و الموالية للرئيس الفنزويلي هوغو شافيز بعد أن فاز في الانتخابات الرئاسية الفنزويلية عام 2006 . وقاد عملية الدمج شافيز ورفاقه اليساريين في حركة الجمهورية الخامسة ، و كان مدعوما من قبل مجموعة من الأحزاب الصغيرة مثل الحركة الشعبية الانتخابية (MEP ) ، الوحدة الشعبية الفنزويلية ( UPV ) ، حركة Tupamaro وجامعة الدول الاشتراكية وغيرها الذي كل وأضاف معا حتى 45.99 ٪ من الأصوات التي حصل بواسطة شافيز خلال انتخابات عام 2006 . 
الأطراف الأخرى الموالية للثورة البوليفارية مثل الحزب الشيوعي في فنزويلا الوطن للجميع ( باتريا بارا تودوس ، PPT ) [7 ] و الديمقراطية الاجتماعية ( ذات الحزب ) ، [8 ] أن يلقي 14.60 ٪ من الأصوات من تلك الانتخابات ، لم تندمج في الحزب الجديد.
يوم 7 مارس 2007، قدم شافيز خطة مرحلية لتأسيس حزب جديد حتى نوفمبر 2007 ،PPT و PCV ذكرت في البداية انهم سينتظرون حتى الحزب الاشتراكي الموحد كانت قد تأسست و تقرر عضويتهم في الحزب الجديد على أساس برنامجها . [ 10] وفي 18 مارس 2007 أعلن شافيز في برنامجه الو سيادة الرئيس «انه فتحت الأبواب ل ذات الحزب ، باتريا بارا تودوس ، والحزب الشيوعي من فنزويلا إذا كانت تريد أن تذهب بعيدا من تحالف شافيز ، فإنها قد تفعل لذلك وترك لنا في السلام» . في رأيه ، وكانت تلك الأطراف القريب أن يكون على المعارضة و ينبغي لها أن تختار بحكمة ، بين الذهاب «في صمت ، والمعانقة لنا أو رمي الحجارة» . [11 ] PPT ، قررت في عام 2007 الكونغرس في 10 نيسان و 11 لا الانضمام لكن إعادة أكد دعمه ل تشافيز والثورة البوليفارية·
أدان شافيز
علي رودريغيز أراكي
آنا إليسا أوسوريو
أنطونيا مونيوز
اريستوبلو ايستوريز
كارلوس ايسكارا
داريو فيفاس
أهداب فلوريس
إلياس خوا
اريكا فارياس
فريدي برنال
هيكتور نافارو
هيكتور رودريغيز
جاكلين فاريا
خورخي رودريغيز
لويس رييس رييس
ماريا كريستينا ايغليسياس
ماريا ليون
ماريو سيلفا
نيكولاس مادورو
بوكاتيرا نوخيلي
رافائيل راميريز
رامون رودريغيز 
رودريغو كابيزاس
طارق العسمي
فانيسا ديفيس
ويليان لارا
ياليتزا سانتيلا

## معرض صور

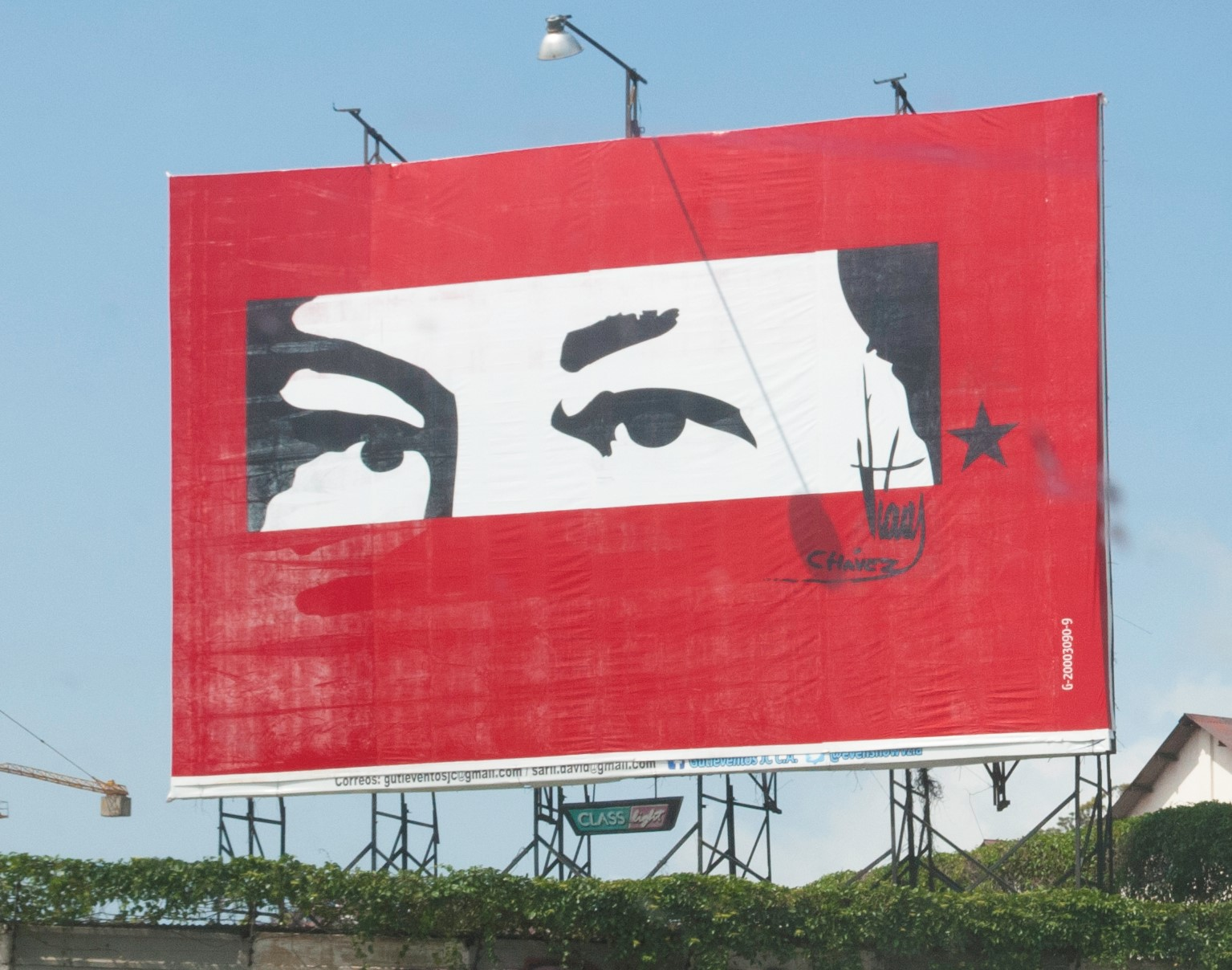
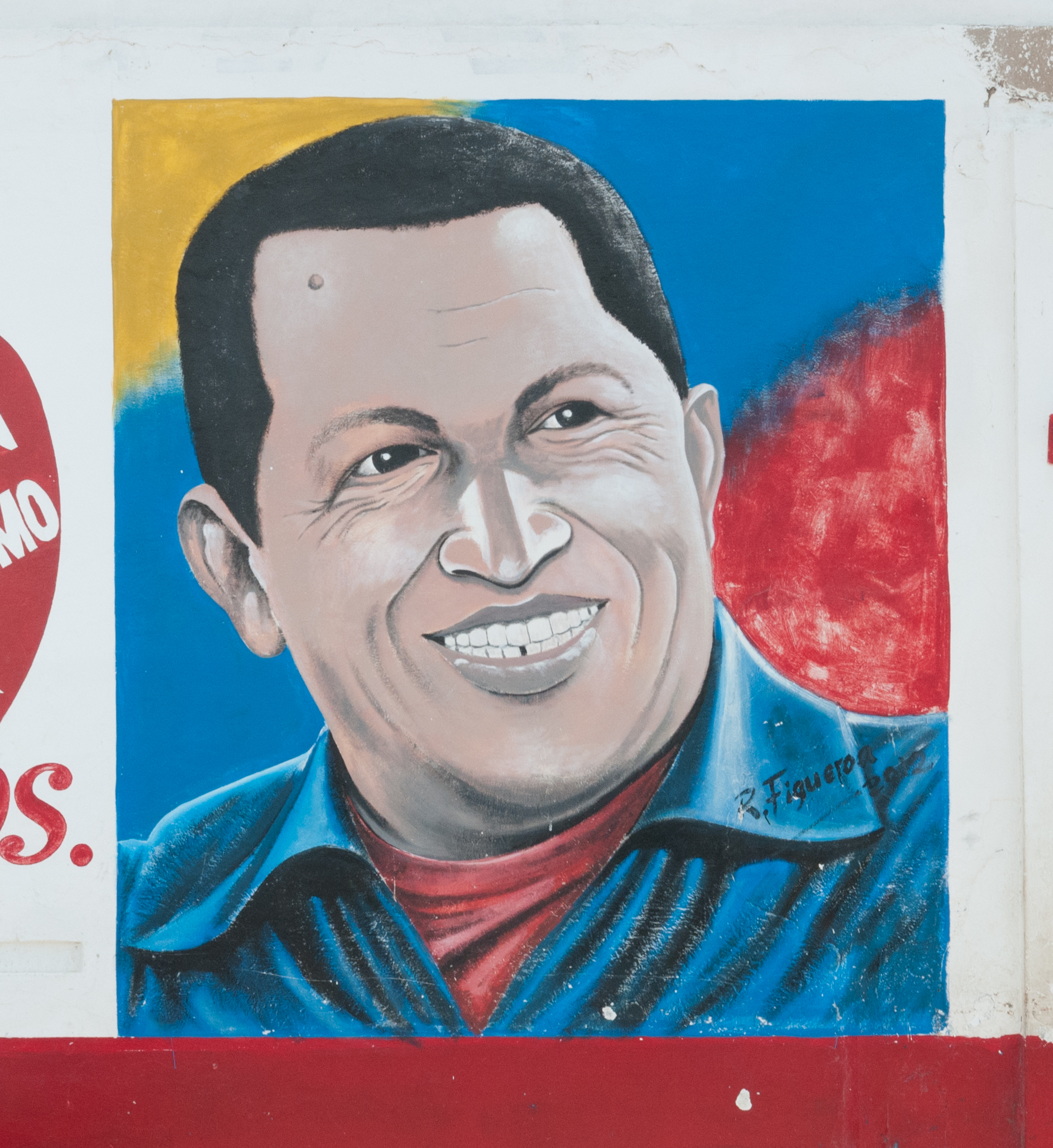

## وصلات خارجية
موقع الحزب : http://www.psuv.org.ve/